# 루쉰 공원

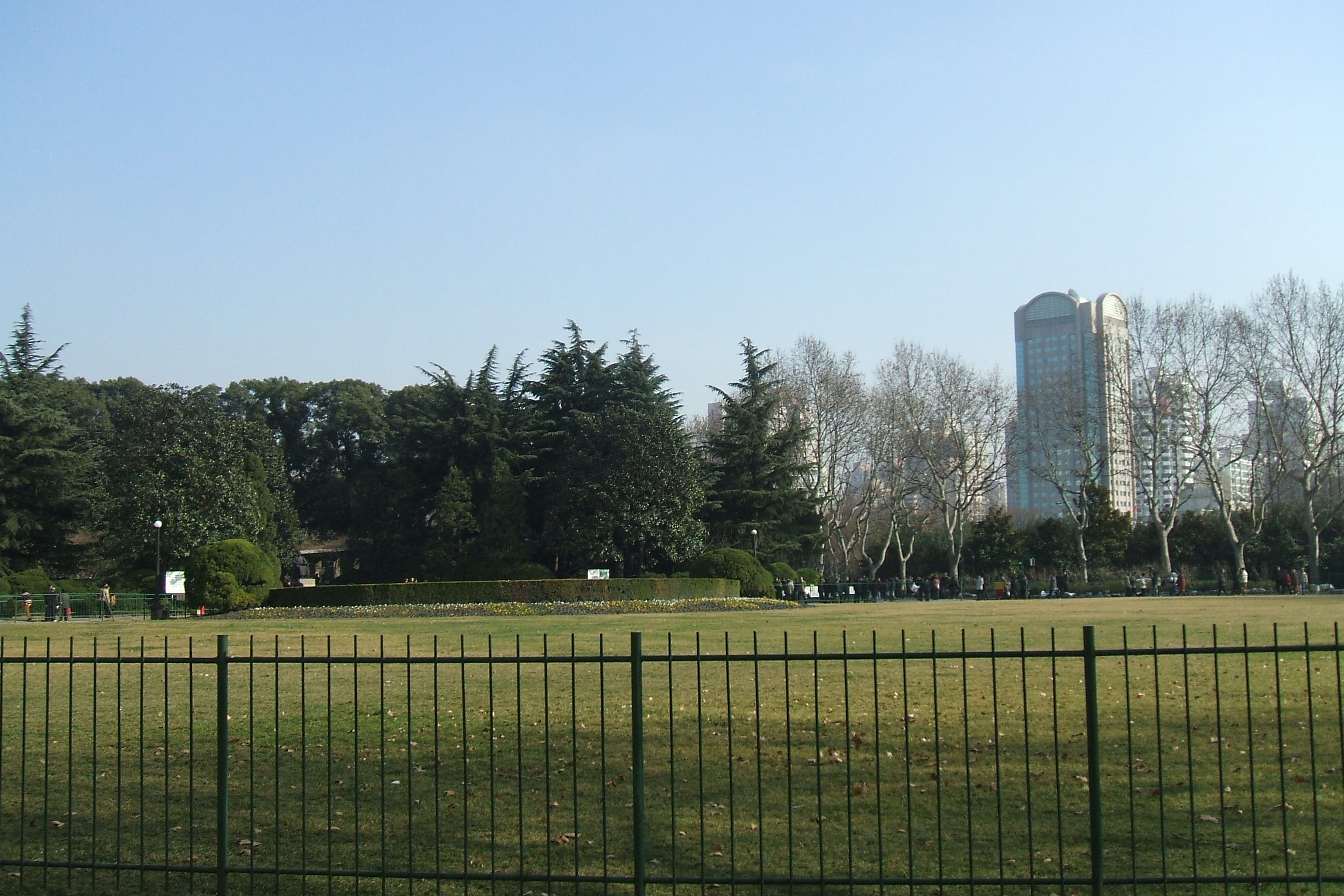
루쉰 공원

루쉰 공원(鲁迅公园)은 중화인민공화국 상하이에 위치한 공원이다. 과거에는 훙커우 공원(虹口公园)이라고 불렸었다. 대한민국에서는 윤봉길이 폭탄을 투척한 사건의 장소로 유명하다.
공원 내에서는 홍커우 경기장 등의 구기장이 건설되어 있다.

## 개요

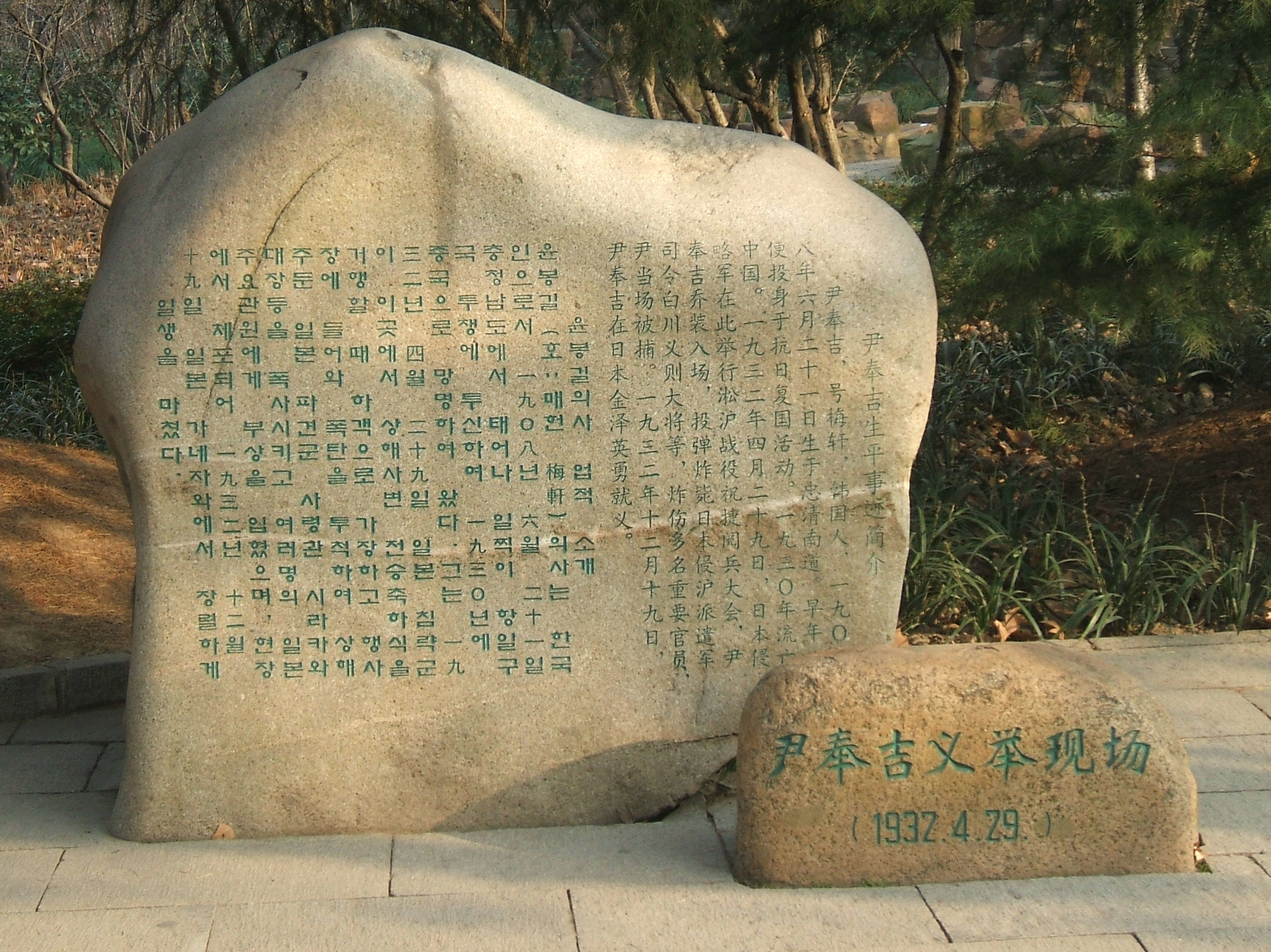
윤봉길 의사의 의거현장 기념비

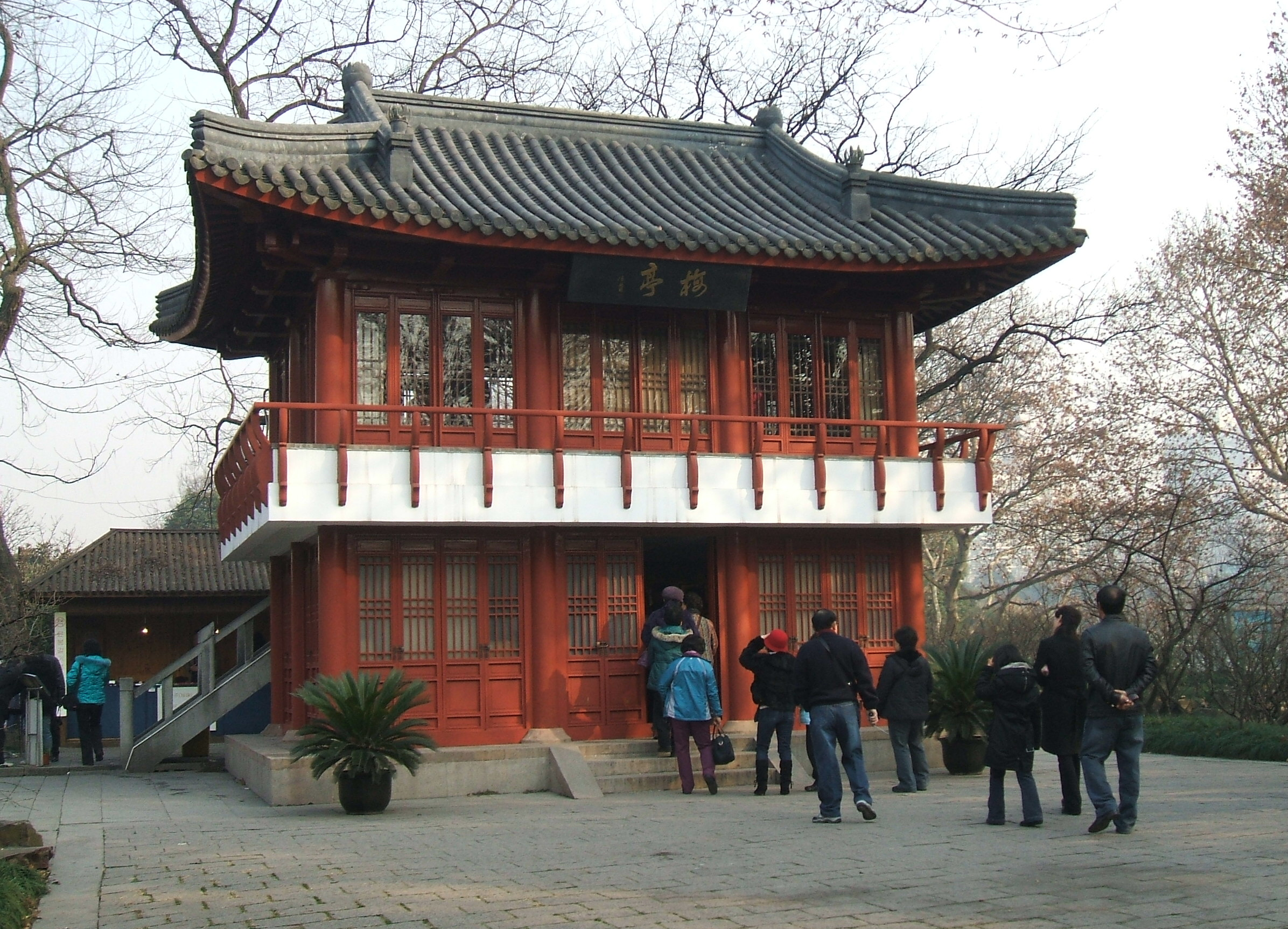
윤봉길 의사의 유적관, 매정

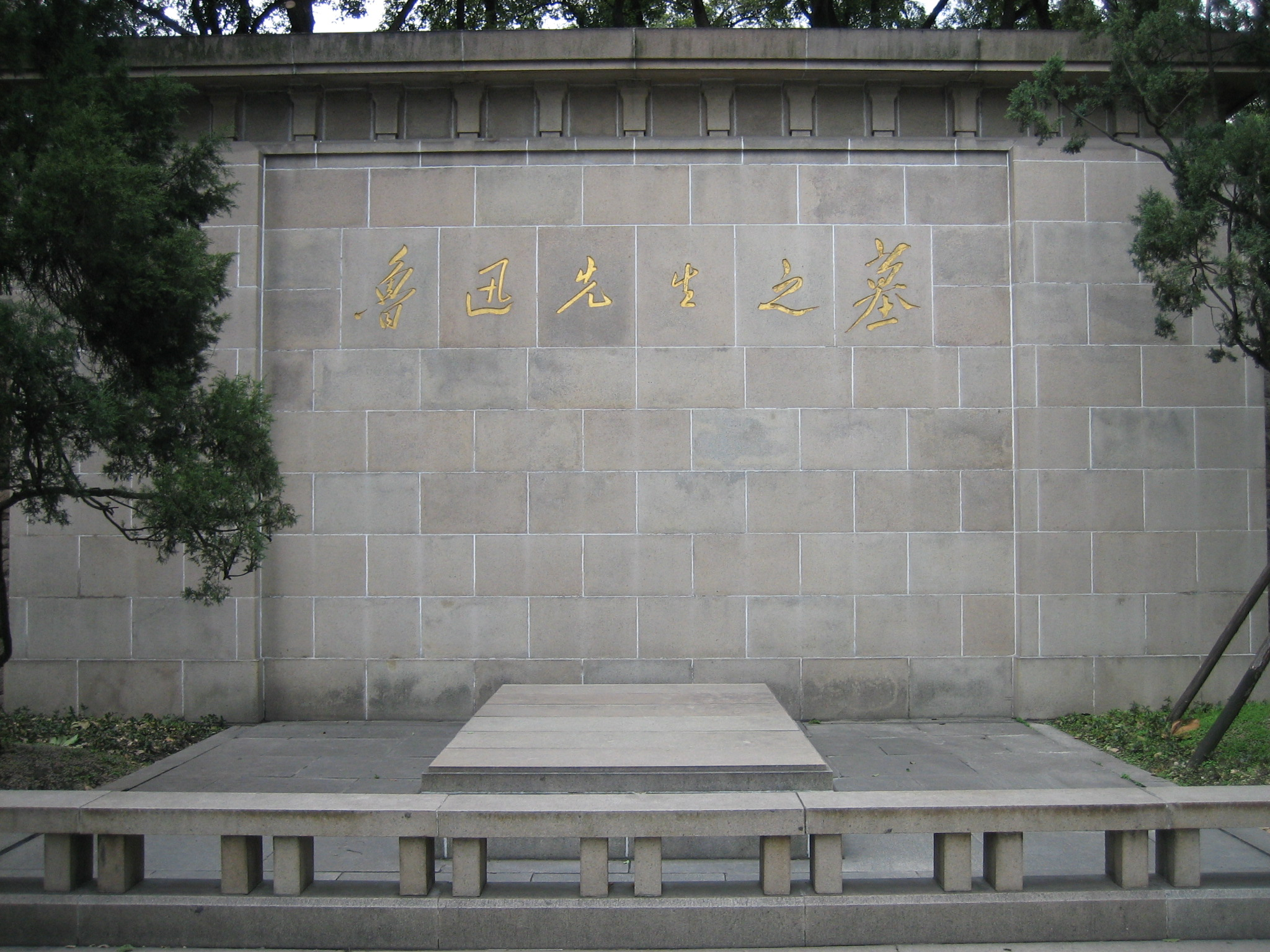
루쉰의 묘

루쉰 공원은 이전에는 홍커우 공원이라고 불렸고, 청대인 1896년에 상하이 공동조계 관청이 있었고, 조계의 밖에 있던 농지를 취득하여 조성되었다.
당초에 공원은 홍커우 오락장이라고 불렸고, 영국 원예가에 의해 설계되었기 때문에, 서양식 정원 양식을 가지고 있다. 원래는 도박장이 설치되어 있었다. 1922년에 홍커우 공원이라고 개칭되었다.
홍커우 공원은 1932년 상하이 히로히토 천황 탄신일(천장절) 기념 행사 때 윤봉길 의사가 폭탄을 던져 일본제국의 주요 요인들을 암살한 홍커우 의거사건으로 유명하다. 1937년 중일 전쟁으로 상하이를 침략한 일본군에 의해 공원 내의 건물들은 파괴되었으며 1942년에는 일본군의 군사용지로 사용되었다.
일본이 패망하고 철수한 1945년에는 장제스에 의해 중정 공원(中正公园)이라고 개칭되었지만, 1950년 다시 옛 이름을 되찾아 홍커우 공원이라고 불렸다.

## 루쉰과 홍구공원
1927년 루쉰이 광저우에서 상하이로 옮겨와 생활하고 있었던 곳은 홍구공원 방의 대륙신촌이라는 곳이었고, 그는 생전에 이곳을 즐겨 산책하였다. 그로 인해 1956년 다른 곳에 매장되었던 루쉰의 관이 이곳에 이장되었다. 그리하여 공원 내에는 루쉰 기념관이 만들어졌다.
만들어진 때부터 오랜 기간이 흘러 이제는 영국식 정원의 흔적이 약간만 남아있고, 중국 정원풍의 색채가 강해져 있다.

## 윤봉길과 루쉰 공원
대한민국 임시정부의 김구 국무령이 조직한 한인애국단의 단원 윤봉길은 1932년 4월 29일 상하이 홍커우 공원에서 열린 히로히토 천황 탄신일(천장절) 기념 행사에서 물통 폭탄을 던져 일본의 주요 요인들을 암살하였다.

### 홍커우 의거의 배경
1932년, 일본과 중국 사이에서 상하이 국제 공동조계 주변에서 군사적인 충돌이 발생했는데, 이것이 상하이 사변이다. 이 사변은 일본 관동군이 일으켰던 만주사변과 그 후 수립된 만주국에 대한 구미 열강의 관심이 집중된 사건이였으며, 동시에 중국 내 반일감정을 격화시키고, 상황을 악화시켰다.

### 홍커우 의거의 진행
그러나 이 지역은 이미 일본군에 의해 장악된 상태였기 때문에, 당시 상하이의 일본군과 거주민 위주로 홍커우 공원에서 대관식과 천황 탄생일 축하회를 거행하기로 했는데, 사실 이 행사의 주된 목적은 상하이에서의 승전기념 파티였다. 대부분의 군부 요인이 모였고, 당시 상하이 파견군 사령관이었던 요시노리 대장은 테러를 우려해 꼼꼼하게 체크를 하였으나, 윤봉길은 일본의 치밀한 감시를 뚫고 폭탄을 던졌다.
이로 인해 총사령관 시라카와와 상하이 일본 거주민 대표였던 가와바타 등이 죽었고 제3함대 사령관 노무라, 제9사단장 우에다, 중국 주재 일본 영사 시게미쓰 마모루 등이 중상을 입었다.
- 영상으로 정리해본 홍커우의거 윤봉길, 항일투쟁의 결정적 하루 보관됨 2019-02-28 - 웨이백 머신 역덕이슈 오늘

### 영향
이 사건은 장제스 총통이 "우리 중국사람들도 하지 못한 일을 한 명의 조선 청년이 했다"고 감탄할 만큼 조선인의 항일 정신과 독립 의지를 세계 만방에 알린 사건이 되었지만, 대한민국 임시정부는 일본의 탄압을 피해 상하이 인근으로 피신을 하게 되었으며 1945년 조선이 해방되기까지 중국 남부 지역을 떠도는 계기가 되었다.

## 공원 시설

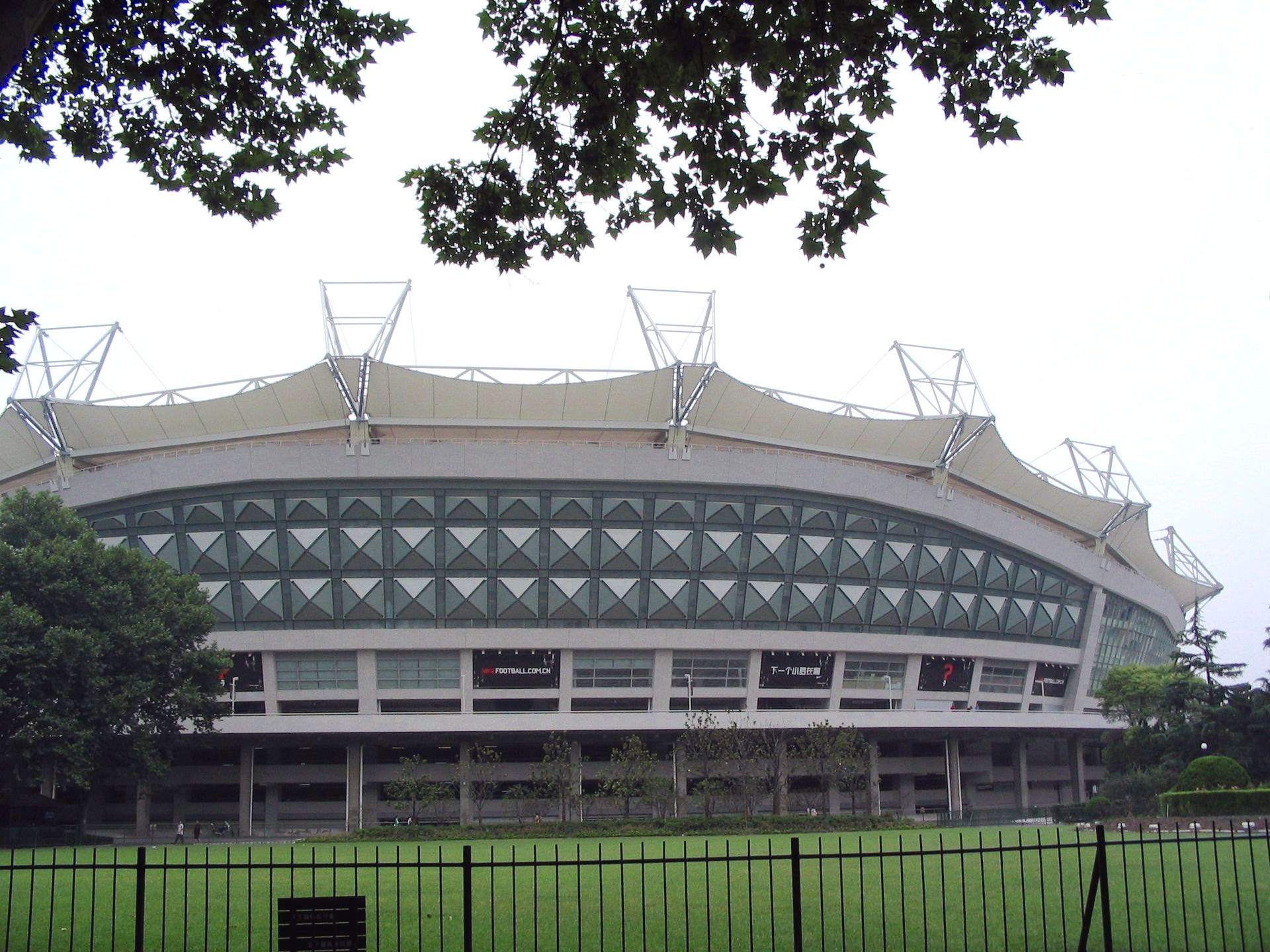
공원 내의 훙커우 축구장

- 상하이 홍커우 축구장
- 루쉰묘
- 루쉰 기념관
- 중일우호광장
- 매정(梅亭) - 윤봉길 의사의 자료관

## 교통
- 상하아 지하철 3호선 홍커우 경기장역

## 같이 보기
- 루쉰 공원 (칭다오시)